# 焦緣綠絹野螟蛾
焦緣綠絹野螟蛾（学名：Parotis laceritalis）为草螟科綠絹野螟蛾屬下的一个种。